# Ірен Стецик
Ірен Стецик (нар. 27 липня 1937) — бельгійська письменниця українського походження.
Донька батька-українця та матері-бельгійки, вона народилася в Льєжі та здобула там освіту, продовживши вивчати бібліотекознавство. Вона працювала бібліотекаркою, а також кілька років була секретаркою письменника Алексіса Керверса.
У 1960 році вона видала збірку поезій Les monstres sympathiques. Однак вона найбільш відома як романістка. Стецик також публікував оповідання та статті в різних журналах Франції та Бельгії.
Була одружена з поетом Івом Лебоном, який помер у 2003 році.

## Нагороди та відзнаки
- 1972 — Премія Віктора-Росселя за Маленьку жінку з блакитними очима (Une petite femme aux yeux bleus)
- Une petite femme aux yeux bleus (Маленька жінка з блакитними очима, 1973), отримав премію Віктора-Росселя, пізніше був адаптований для телебачення
- Mazeppa, prince de l'Ukraine (Мазепа, князь України, 1981), отримав премію Жанни Бужассі від французького Société des gens de lettres та премію, яку кожні п'ять років присуджує за історичний роман Асоціація франкомовних бельгійських письменників
- Perle morte (Мертва перлина, 1992), отримав Prix Sander Pierron від Академії королівської мови та французької літератури Бельгії
- La Balzac (Бальзак. 1992), отримав Prix du Conseil de la Communauté Française
- La fille de Pierre (Петрова донька, 2001)